# کوارایشا عبدالکریم
کوارایشا عبدالکریم (انگلیسی: Quarraisha Abdool Karim؛ زادهٔ ۲۸ مارس ۱۹۶۰) همه‌گیرشناس در زمینه اچ‌آی‌وی، و Microbicides for sexually transmitted diseases اهل آفریقای جنوبی است.